# مقاطعة مارشال (كانساس)
مقاطعة مارشال (بالإنجليزية: Marshall County)‏ هي إحدى المقاطعات في ولاية كانساس، الولايات المتحدة الأمريكية.